# زیمون زولر
زیمون زولر (انگلیسی: Simon Zoller؛ زادهٔ ۲۶ ژوئن ۱۹۹۱) بازیکن فوتبال اهل آلمان است.
از باشگاه‌هایی که در آن بازی کرده‌است می‌توان به باشگاه فوتبال کلن، باشگاه فوتبال کایزرسلاوترن، باشگاه فوتبال بوخوم، باشگاه فوتبال کارلسروهه و باشگاه فوتبال اسنابروک اشاره کرد.